# Leczenie reperfuzyjne
Leczenie reperfuzyjne – terapia medyczna ukierunkowana na uzyskanie jak najszybszej reperfuzji mięśnia serca.
Celem leczenia jest jak najszybsze przywrócenie optymalnego krążenia w naczyniach wieńcowych, gdyż zgodnie z obecnie powszechnie uznawaną teorią drożnej tętnicy, tylko takie postępowanie umożliwia zmniejszenie ryzyka zgonu i pozawałowego uszkodzenia mięśnia sercowego.
Dostępne są dwie strategie uzyskanie reperfuzji wieńcowej:
- leczenie fibrynolityczne zwane też fibrynolizą farmakologiczną
- przezskórna interwencja wieńcowa będąca formą leczenia mechanicznego.

Obecnie uważa się, że leczenie reperfuzyjne powinno być zastosowane:
- w ciągu 30 minut od przybycia pacjenta do szpitala (tzw. door – to needle time) powinno być rozpoczęte podawanie leku fibrynolitycznego
- w ciągu 90 minut od przybycia pacjenta do szpitala (tzw.door – to- balloon) pacjent powinien mieć wykonaną reperfuzję mechaniczną (PCI)[1].

Kolejnym wnioskiem z tych zaleceń jest, że w przypadkach, gdy czas door – to needle time w stosunku do door – to balloon przekracza 60 minut, u pacjenta należy zastosować farmakologiczną reperfuzję nie czekając na reperfuzję mechaniczną.